# Milnesium tardigradum
Milnesium tardigradum è una specie cosmopolita di tardigradi che può essere rinvenuto in un vario spettro di ambienti.
M. tardigradum è stato trovato anche nel mare intorno all'Antartide.
M. tardigradum è stato descritto da Doyère nel 1840. M. tardigradum contiene degli osmoliti non identificati che possono fornire importanti informazioni sulla criptobiosi.

## Descrizione
M. tardigradum ha un corpo simmetrico con otto zampe, è dotato di artigli, il che costituisce un tratto distintivo per questa specie di tardigrado. La lunghezza totale del corpo è variabile e in alcuni casi può raggiungere 0,7 mm.
Questo tardigrado si è dimostrato resistente ad altissimi livelli di radioattività. Nel 2007, alcuni individui di due specie di tardigradi, il Richtersius coronifer e il M. tardigradum, sono stati oggetto dell'esperimento Biopan-6 dell'Agenzia Spaziale Europea in condizioni di spazio esterno, esposti a radiazione e temperature vicine allo zero assoluto: tre individui di M. tardigradum sono sopravvissuti. Il M. tardigradum è in grado di resistere a condizioni ambientali estreme attivando la criptobiosi; durante queste condizioni l'orologio biologico interno del M. tardigradum si ferma, quindi durante lo stato criptobiotico l'organismo non invecchia.
A quanto sembra la resistenza del tardigrado alle radiazioni è dovuta alla proteina Dsup (Damage Suppressor), una proteina in grado di individuare i frammenti di DNA danneggiati e ripararli, mentre al freddo estremo resiste andando in criptobiosi e usando altre proteine, ovvero le proteine intrinsecamente disordinate, che evitano che si formi il ghiaccio dentro le cellule (col freddo l'acqua si espande ed essendocene anche dentro le cellule l'acqua si espanderebbe al punto di farle esplodere, distruggendo anche il DNA e uccidendo l'organismo; queste proteine evitano la formazione di cristalli di ghiaccio all'interno della cellula, facendo sì che la creazione di questi cristalli fosse controllata ma, soprattutto, all'esterno delle cellule).
Con la proteina Dsup si sono fatti diversi esperimenti, tra cui inserirla all'interno delle cellule umane: si è scoperto che queste cellule con la proteina Dsup hanno circa il 40% di resistenza alle radiazioni maggiore di quelle senza Dsup.

## Dieta
Il M. tardigradum tipicamente si nutre di piccoli organismi come alghe, rotiferi e nematodi. Ci sono stati anche casi di M. tardigradum che si nutrivano di esemplari della stessa specie più piccoli.

## Evoluzione
M. tardigradum è filogeneticamente collegato agli artropodi. Malgrado la questione sia dibattuta, ci sono evidenze che i tardigradi e gli artropodi hanno avuto una storia evolutiva simile.
È sopravvissuto a tutte e cinque le grandi estinzioni, e così è stato nominato invertebrato dell'anno 2025

## Habitat
La distribuzione del M. tardigradum è molto estesa, l'areale esatto difficile da analizzare per le difficoltà tassonomiche e la mancanza di dati sufficienti. La specie occupa prevalentemente habitat acquatici marini e costieri e aree terrestri.

## Riproduzione e sviluppo
M. tardigradum si riproduce sia sessualmente sia per partenogenesi. Il comportamento riproduttivo esatto dei tardigradi è difficile da ricostruire in condizioni artificiali, quindi la frequenza e la stagione della riproduzione non del tutto compresa, non si sa se e quando esista una stagione dell'accoppiamento del M. tardigradum.
Le femmine depongono fino a dodici uova che si schiudono dopo parecchi giorni (da cinque a sedici). Lo sviluppo delle larve è segnato da varie mute piuttosto che da metamorfosi. La durata temporale di questi diversi stadi di muta differiscono per ciascun tardigrado dato che dipendono dalla nutrizione di ogni singolo individuo.
Una volta che tutti gli stati di muta siano completi, la larva del tardigrado cerca di trovare un posto ideale dove possa completarsi per iniziare la ecdisi. Alcune uova possono rimanere nell'exuvia. I tardigradi hanno mostrato di rispondere a diversi cambi di temperature in vari stadi di sviluppo. Più in specifico, più giovane è l'uovo e più difficile è che sopravviva a condizioni estreme. Tuttavia non troppo tempo dopo lo sviluppo, i tardigradi mostreranno una grande capacità di resistenza a queste condizioni, dato che è necessario un certo tempo per sviluppare delle importanti strutture cellulari e dei meccanismi di riparazione.